# Планински водач
Планински водач е човек, добре познаващ планините, с голям опит в алпинизма или пешеходния туризъм, физическа сила и издръжливост

## История
Професията се заражда в началото на XIX век в Европа, когато изкачването на Алпите е признато за спорт. В днешно време придобиването на квалификация за упражняването на професията в развитите страни изисква преминаването на курс на подготовка, одобрен от Международната федерация на планинските водачи и може да отнеме от 1,5 до 7 години. Неофициален планински водач може да бъде и опитен планинар (най-често местен жител), който обикновено срещу заплащане води и съпровожда туристи по планинска местност по определен маршрут.
Както при други професии планинските водачи се обединяват в организации. Най-старата и най-голямата организация на планински водачи е Compagnie des guides de Chamonix, основана през 1821 година в Шамони (Франция).

## България
В България това е нова свободна професия. За придобиване на квалификация се преминава курс в център за професионално обучение обикновено в рамките на година, полага се държавен изпит и се получава диплома. Друг вариант е да се завърши средно професионално образование в специализирано училище, например гимназията в село Черни Осъм, или висше образование в Националната спортна академия, специалност „Туризъм и алпинизъм“ в съответната катедра. След известен стаж с тези дипломи се държи изпит за правоспособност в министерството на туризма.